# Ouratea elliptica
Ouratea elliptica là một loài thực vật có hoa trong họ Ochnaceae. Loài này được (A. Rich.) M. Gómez mô tả khoa học đầu tiên năm 1894.